# Exilisia contrasta
Exilisia contrasta is een vlinder uit de familie spinneruilen (Erebidae), onderfamilie beervlinders (Arctiinae). De wetenschappelijke naam van de soort is voor het eerst geldig gepubliceerd in 2007 door Kühne.
Deze nachtvlinder komt voor in tropisch Afrika.